# 奧西科韋 (傑拉日尼亞區)
49°16′54″N 27°34′17″E / 49.28167°N 27.57139°E
奧西科韋（烏克蘭語：Осикове）是位於烏克蘭西部的村莊，由赫梅利尼茨基州裡赫梅利尼茨基區的德拉日尼亞市鎮負責管轄。該村始建於1830年，面積2.21平方公里，海拔高度375米，2001年人口22，人口密度每平方公里9.95人。